# Eustrotia sheljuzhkoi
Eustrotia sheljuzhkoi là một loài bướm đêm trong họ Noctuidae.